# Acacia aestivalis
Acacia aestivalis é uma espécie de leguminosa do gênero Acacia, pertencente à família Fabaceae.